# Libisch schrift
Het Libisch schrift of Libyco-Berberschrift is een abjad-schriftsysteem dat gedurende het 1e millennium v.Chr. werd gebruikt door verschillende Berbervolkeren in Noord-Afrika en op de Canarische Eilanden, om oude varianten van de Berbertalen te schrijven, zoals de Numidische taal in het oude Noord-Afrika. 
Het Libische schrift is terug te vinden in duizenden stenen inscripties en rotstekeningen in Marokko, Noord-Algerije, Tunesië, Noord-Libië en de Canarische Eilanden, met inscripties van de latere (overgangs-)Saharavariant op rotspartijen in Mali en Niger. 
Naast duizenden kleine inscripties bevinden zich enkele van de bekendste Libische inscripties in de Tempel van Jupiter (ontdekt in 1904) en het Prins Ateban-mausoleum in Thugga in het noorden van Tunesië. Andere belangrijke Libische inscripties zijn gevonden bij Azib N'Ikkis en Oukaïmeden, beide in de Hoge Atlas van Marokko.
Het gebruik van het Libische alfabet stierf tijdens of na de heerschappij van het Romeinse en Byzantijnse Rijk uit in de noordelijke gebieden, maar het verspreidde zich naar het zuiden, naar de Sahara, en ontwikkelde zich daar tot het Tifinagh-alfabet dat tot op de dag van vandaag door de Toeareg wordt gebruikt.

## Beschrijving
De oorsprong van het Libische schrift wordt nog steeds betwist. De leidende theorieën over de oorsprong ervan veronderstellen dat het ofwel een sterk aangepaste versie van het Fenicische alfabet is, ofwel een lokale uitvinding die door het laatstgenoemde is beïnvloed, waarbij de meest ondersteunde opvatting is dat het is afgeleid van een lokaal prototype dat conceptueel was geïnspireerd door een Fenicisch of archaïsch Semitisch model. Andere minder waarschijnlijke verklaringen zijn Griekse, Punische of Zuid-Arabische invloeden. 
Vóór, tijdens en na het bestaan van de oude Berberkoninkrijken van Numidië (noordelijk Algerije, 202 - 40 v.Chr.) en Mauretanië (noordelijk Marokko, 3e eeuw v.Chr. - 44 n.Chr.) werden veel inscripties gegraveerd in het Libische schrift. De overgrote meerderheid van de gevonden inscripties waren eenvoudige begrafenisschriften, met rotstekeningen, grottekeningen, graffiti en zelfs een paar officiële overheids- en mogelijk religieuze inscripties. 
Het Libische schrift was een zuiver abjadschrift: het had geen duidelijke klinkers. Er waren echter equivalenten voor "w" en "y", en "h" werd mogelijk ook als "a" gebruikt. Verdubbeling werd niet gemarkeerd. Meestal werd van onder naar boven geschreven, maar er zijn ook schriften van rechts naar links en zelfs andere volgordes aangetroffen. De letters namen andere vormen aan wanneer ze verticaal werden geschreven dan wanneer ze horizontaal werden geschreven. De letters waren zeer geometrisch. 

## Variaties
Er bestaan meerdere varianten van het Libische schrift. Sommige studies verdelen deze varianten in oostelijk en westelijk, terwijl andere meer dan 25 "dialecten" hebben geïdentificeerd, gegroepeerd in 5 verschillende families. 
De oostelijke variant werd gebruikt in wat nu de Constantine en Aurès-regio's van Algerije zijn en in Tunesië, en tot op zekere hoogte Kabylië. Het is de best ontcijferde variant, dankzij de ontdekking van verschillende Numidische tweetalige inscripties in Libyco-Berbers en Punisch (met name de zogenaamde KAI 100 en 101 in Thugga in Tunesië). Sinds 1843 zijn 22 van de 24 letters ontcijferd.
Libyco-Berber-inventaris (vergeleken met equivalente Tifinagh-letters op klank): 
| Transliteratie | Libyco-Berber (Thugga) | Tifinagh (Ahaggar) | Neo-Tifinagh |
| -------------- | ---------------------- | ------------------ | ------------ |
| b              |                        | ⵀ                  | ⴱ            |
| g              |                        | ⴳ                  | ⴳ            |
| d              |                        | ⴷ,ⴸ                | ⴷ            |
| h              |                        | ⵂ                  | ⵀ            |
| w              |                        | ⵓ                  | ⵡ            |
| z1             |                        | ⵋ                  | ⵊ            |
| ṭ              |                        | ⵟ                  | ⵟ            |
| y              |                        | ⵉ                  | ⵢ            |
| k              |                        | ⴾ                  | ⴽ            |
| l              |                        | ⵍ                  | ⵍ            |
| m              |                        | ⵎ                  | ⵎ            |
| n              | LB vertical N          | ⵏ                  | ⵏ            |
| s1             | LB vertical N          |                    | ⵚ            |
| f              |                        | ⴼ                  | ⴼ            |
| s2             |                        | ⵙ                  | ⵙ            |
| q/ɣ?           | ?                      | ⵗ/ⵈ                | ⵖ/ⵇ          |
| r              |                        | ⵔ                  | ⵔ            |
| s3             |                        | ⵛ                  | ⵛ            |
| t              |                        | ⵜ                  | ⵜ            |
| z2             | LB vertical Z          | ⵣ                  | ⵣ            |
| s4             |                        |                    |              |
| z3             |                        | ⵌ                  | ⵥ            |

De westelijke variant werd gebruikt langs de Middellandse Zeekust, van Kabylië tot aan de Canarische Eilanden. Er werden 13 aanvullende letters gebruikt. In 2002 was het grootste deel van de westelijke variant nog niet ontcijferd. Er is ook waargenomen dat westelijke varianten van de tekens in combinatie met mogelijke pictogrammen van dieren werden gebruikt.  

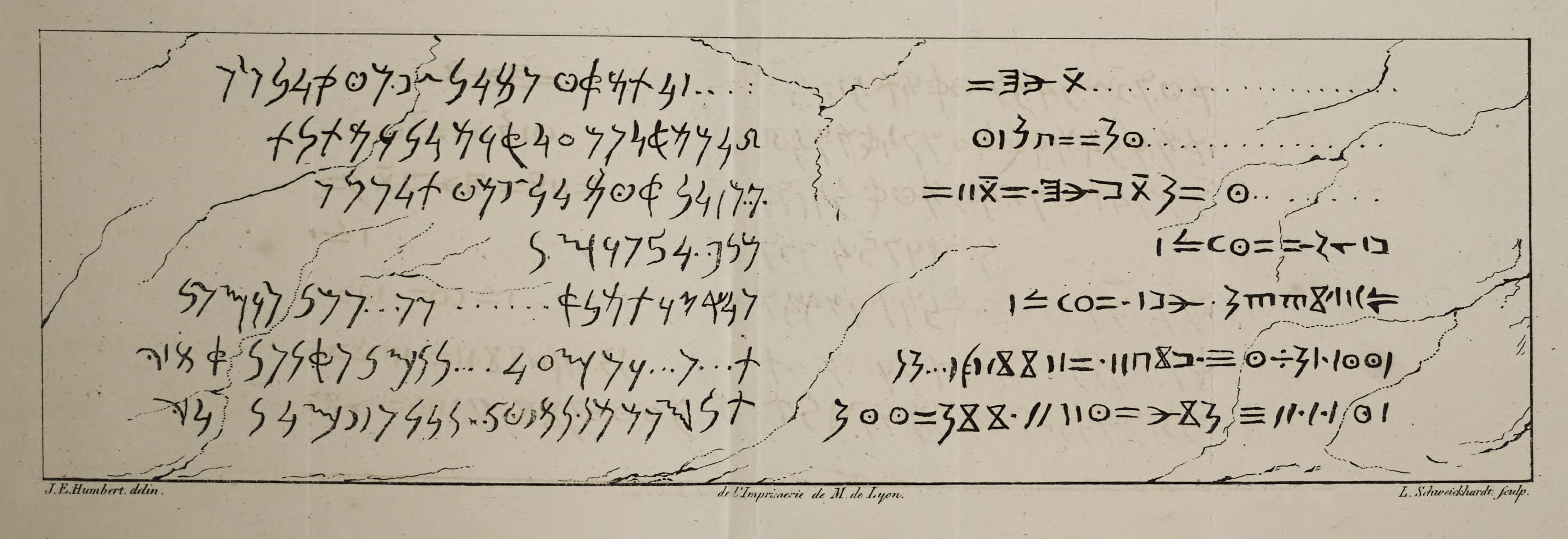
de eerste gepubliceerde schets van de tweetalige (links: Punisch, rechts: Libyco-Berbers) Ateban Mausoleum-inscriptie van Thugga, Tunesië (Jean Emile Humbert)
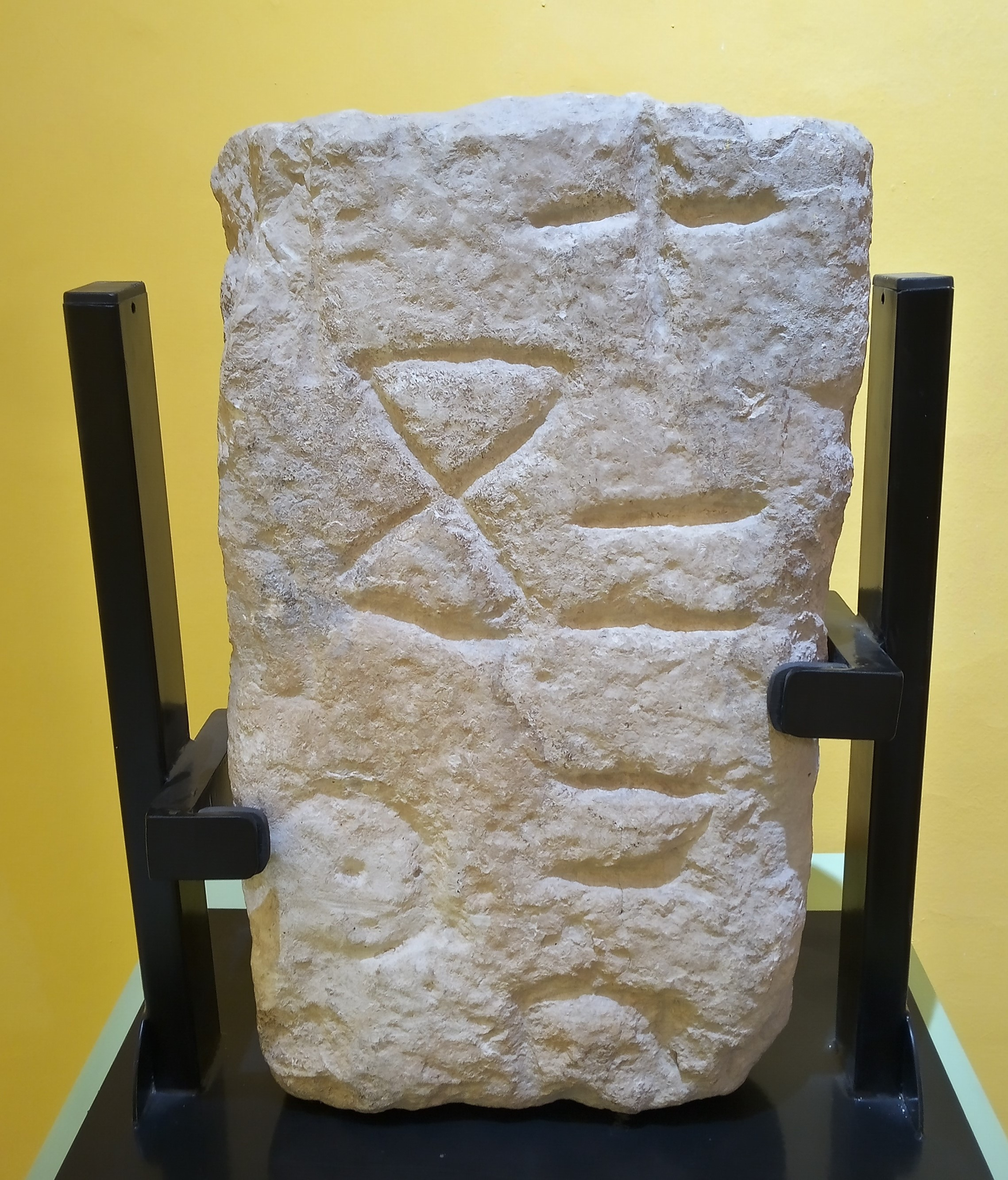
verticaal Libyco-Berber "oostelijk" alfabet op een grafsteen gevonden in Sidi Ali Bahloul, gouvernement Mahdia, Tunesië (archeologisch museum van Sbeitla)
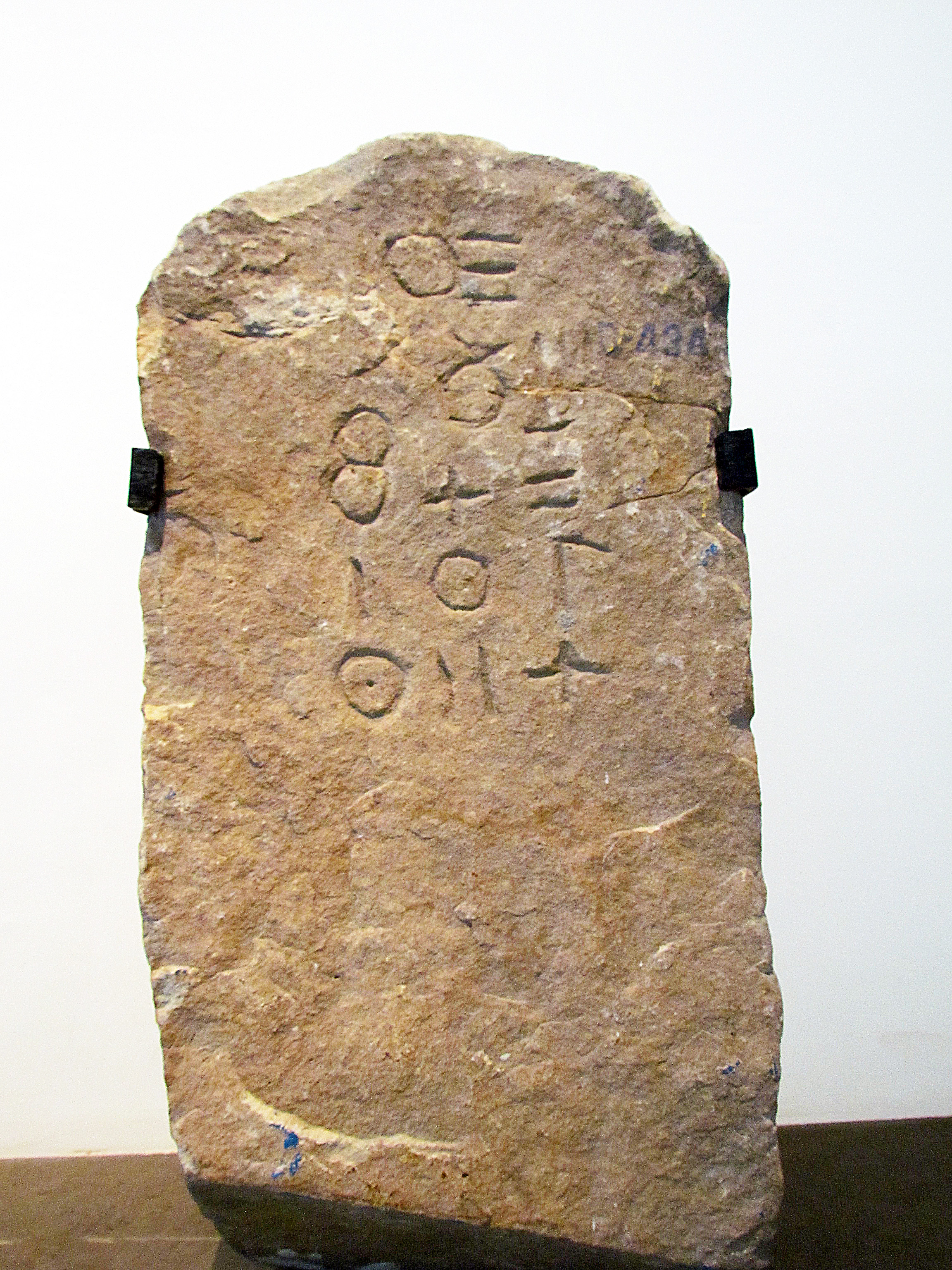
Numidische stèle in het Bardomuseum (Tunis)
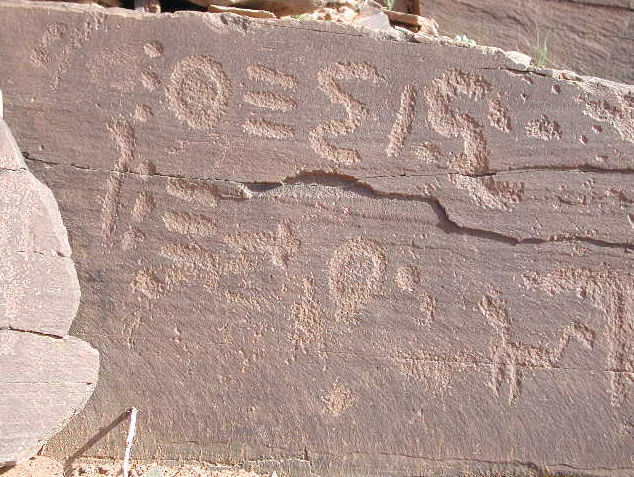
schrift op een rotswand bij Wadi Draa in Fum ash-Shanna, Tinzouline, provincie Zagora, Marokko